# قائمة إصدارات الطوابع في العراق (-1920)
هذه قائمة بإصدارات الطوابع في العراق حتى نهاية عام 1920 وقد اشتملت على ستين طابعا متنوعا وهي طوابع عثمانية موشحة استعملت في العراق بعد توشيحها، صدرت هذه الطوابع بقيم مختلفة وكانت الآنة والروبية الهندية هي العملة المستعملة في هذه الطوابع، بالإضافة إلى طوابع تركية استعملت في بغداد قبل عام 1900 وكانت تستعمل عملة القرش التركي:

## 1917
استعملت طوابع عثمانية موشحة.
| #  | تاريخ الإصدار | الوصف | الصورة | القيمة    | الأبعاد |
| -- | ------------- | --- | ------ | --------- | ------- |
| 1  | 1 أيلول 1917  | طابع عثماني موشح بعبارة (Baghdad in British occupation) والتي تعني بغداد تحت الاحتلال البريطاني، مع توشيح بقيمة الطابع. |        | ربع آنة   |         |
| 2  | 1 أيلول 1917  | طابع عثماني موشح بعبارة (Baghdad in British occupation) والتي تعني بغداد تحت الاحتلال البريطاني، مع توشيح بقيمة الطابع. |        | ربع آنة   |         |
| 3  | 1 أيلول 1917  | طابع عثماني موشح بعبارة (Baghdad in British occupation) والتي تعني بغداد تحت الاحتلال البريطاني، مع توشيح بقيمة الطابع. |        | نصف آنة   |         |
| 4  | 1 أيلول 1917  | طابع عثماني موشح بعبارة (Baghdad in British occupation) والتي تعني بغداد تحت الاحتلال البريطاني، مع توشيح بقيمة الطابع. |        | نصف آنة   |         |
| 5  | 1 أيلول 1917  | طابع عثماني موشح بعبارة (Baghdad in British occupation) والتي تعني بغداد تحت الاحتلال البريطاني، مع توشيح بقيمة الطابع. |        | نصف آنة   |         |
| 6  | 1 أيلول 1917  | طابع عثماني موشح بعبارة (Baghdad in British occupation) والتي تعني بغداد تحت الاحتلال البريطاني، مع توشيح بقيمة الطابع. |        | نصف آنة   |         |
| 7  | 1 أيلول 1917  | طابع عثماني موشح بعبارة (Baghdad in British occupation) والتي تعني بغداد تحت الاحتلال البريطاني، مع توشيح بقيمة الطابع. |        | نصف آنة   |         |
| 8  | 1 أيلول 1917  | طابع عثماني موشح بعبارة (Baghdad in British occupation) والتي تعني بغداد تحت الاحتلال البريطاني، مع توشيح بقيمة الطابع. |        | نصف آنة   |         |
| 9  | 1 أيلول 1917  | طابع عثماني موشح بعبارة (Baghdad in British occupation) والتي تعني بغداد تحت الاحتلال البريطاني، مع توشيح بقيمة الطابع. |        | آنة واحدة |         |
| 10 | 1 أيلول 1917  | طابع عثماني موشح بعبارة (Baghdad in British occupation) والتي تعني بغداد تحت الاحتلال البريطاني، مع توشيح بقيمة الطابع. |        | آنة واحدة |         |
| 11 | 1 أيلول 1917  | طابع عثماني موشح بعبارة (Baghdad in British occupation) والتي تعني بغداد تحت الاحتلال البريطاني، مع توشيح بقيمة الطابع. |        | آنة واحدة |         |
| 12 | 1 أيلول 1917  | طابع عثماني موشح بعبارة (Baghdad in British occupation) والتي تعني بغداد تحت الاحتلال البريطاني، مع توشيح بقيمة الطابع. |        | آنة واحدة |         |
| 13 | 1 أيلول 1917  | طابع عثماني موشح بعبارة (Baghdad in British occupation) والتي تعني بغداد تحت الاحتلال البريطاني، مع توشيح بقيمة الطابع. |        | آنة واحدة |         |
| 14 | 1 أيلول 1917  | طابع عثماني موشح بعبارة (Baghdad in British occupation) والتي تعني بغداد تحت الاحتلال البريطاني، مع توشيح بقيمة الطابع. |        | آنة واحدة |         |
| 15 | 1 أيلول 1917  | طابع عثماني موشح بعبارة (Baghdad in British occupation) والتي تعني بغداد تحت الاحتلال البريطاني، مع توشيح بقيمة الطابع. |        | آنة واحدة |         |
| 16 | 1 أيلول 1917  | طابع عثماني موشح بعبارة (Baghdad in British occupation) والتي تعني بغداد تحت الاحتلال البريطاني، مع توشيح بقيمة الطابع. |        | آنة واحدة |         |
| 17 | 1 أيلول 1917  | طابع عثماني موشح بعبارة (Baghdad in British occupation) والتي تعني بغداد تحت الاحتلال البريطاني، مع توشيح بقيمة الطابع. |        | آنة واحدة |         |
| 18 | 1 أيلول 1917  | طابع عثماني موشح بعبارة (Baghdad in British occupation) والتي تعني بغداد تحت الاحتلال البريطاني، مع توشيح بقيمة الطابع. |        | آنتان     |         |
| 19 | 1 أيلول 1917  | طابع عثماني موشح بعبارة (Baghdad in British occupation) والتي تعني بغداد تحت الاحتلال البريطاني، مع توشيح بقيمة الطابع. |        | آنتان     |         |
| 20 | 1 أيلول 1917  | طابع عثماني موشح بعبارة (Baghdad in British occupation) والتي تعني بغداد تحت الاحتلال البريطاني، مع توشيح بقيمة الطابع. |        | آنتان     |         |
| 21 | 1 أيلول 1917  | طابع عثماني موشح بعبارة (Baghdad in British occupation) والتي تعني بغداد تحت الاحتلال البريطاني، مع توشيح بقيمة الطابع. |        | آنتان     |         |
| 22 | 1 أيلول 1917  | طابع عثماني موشح بعبارة (Baghdad in British occupation) والتي تعني بغداد تحت الاحتلال البريطاني، مع توشيح بقيمة الطابع. |        | آنتان     |         |
| 23 | 1 أيلول 1917  | طابع عثماني موشح بعبارة (Baghdad in British occupation) والتي تعني بغداد تحت الاحتلال البريطاني، مع توشيح بقيمة الطابع. |        | آنتان     |         |
| 24 | 1 أيلول 1917  | طابع عثماني موشح بعبارة (Baghdad in British occupation) والتي تعني بغداد تحت الاحتلال البريطاني، مع توشيح بقيمة الطابع. |        | آنتان     |         |
| 25 | 1 أيلول 1917  | طابع عثماني موشح بعبارة (Baghdad in British occupation) والتي تعني بغداد تحت الاحتلال البريطاني، مع توشيح بقيمة الطابع. |        | آنتان     |         |

## 1918
استعملت طوابع عثمانية موشحة.
| #  | تاريخ الإصدار | الوصف | الصورة | القيمة      | الأبعاد     |
| -- | ------------- | --- | ------ | ----------- | ----------- |
| 1  | 1 أيلول 1918  | طابع عثماني بنفسجي بني اللون موشح بعبارة (Iraq in British occupation) والتي تعني العراق تحت الاحتلال البريطاني، مع توشيح بقيمة الطابع.                                             |        | 1/4 آنة     | 38*23.5 ملم |
| 2  | 1 أيلول 1918  | طابع عثماني أخضر اللون موشح بعبارة (Iraq in British occupation) والتي تعني العراق تحت الاحتلال البريطاني، مع توشيح بقيمة الطابع.                                                   |        | ½ آنة       | 36*24 ملم   |
| 3  | 1 أيلول 1918  | طابع عثماني آحمر اللون موشح بعبارة (Iraq in British occupation) والتي تعني العراق تحت الاحتلال البريطاني، مع توشيح بقيمة الطابع.                                                   |        | آنة واحدة   | 36*24 ملم   |
| 4  | 1 أيلول 1918  | طابع عثماني بنفسجي بني اللون موشح بعبارة (Iraq in British occupation) والتي تعني العراق تحت الاحتلال البريطاني، مع توشيح بقيمة الطابع.                                             |        | آنة ونصف    | 31*25 ملم   |
| 5  | 1 أيلول 1918  | طابع عثماني أزرق غامق اللون موشح بعبارة (Iraq in British occupation) والتي تعني العراق تحت الاحتلال البريطاني، مع توشيح بقيمة الطابع.                                              |        | آنتان ونصف  | 31*25 ملم   |
| 6  | 1 أيلول 1918  | طابع عثماني بلونين أسود وكارمن موشح بعبارة (Iraq in British occupation) والتي تعني العراق تحت الاحتلال البريطاني، مع توشيح بقيمة الطابع.                                           |        | ثلاث آنات   | 31*25 ملم   |
| 7  | 1 أيلول 1918  | طابع عثماني بلونين رصاصي وبني محمر موشح بعبارة (Iraq in British occupation) والتي تعني العراق تحت الاحتلال البريطاني، مع توشيح بقيمة الطابع. كما يتوفر من الطابع إصدار خاطئ مقلوب. |        | أربع آنات   | 31*25 ملم   |
| 8  | 1 أيلول 1918  | طابع عثماني بلونين أسود وأخضر موشح بعبارة (Iraq in British occupation) والتي تعني العراق تحت الاحتلال البريطاني، مع توشيح بقيمة الطابع.                                            |        | ست آنات     | 31*25 ملم   |
| 9  | 1 أيلول 1918  | طابع عثماني بلونين برتقالي وأخضر موشح بعبارة (Iraq in British occupation) والتي تعني العراق تحت الاحتلال البريطاني، مع توشيح بقيمة الطابع.                                         |        | ثمان آنات   | 31*25 ملم   |
| 10 | 1 أيلول 1918  | طابع عثماني بنفسجي غامق اللون موشح بعبارة (Iraq in British occupation) والتي تعني العراق تحت الاحتلال البريطاني، مع توشيح بقيمة الطابع.                                            |        | 12 آنة      | 31*25 ملم   |
| 11 | 1 أيلول 1918  | طابع عثماني بلون بني محمر موشح بعبارة (Iraq in British occupation) والتي تعني العراق تحت الاحتلال البريطاني، مع توشيح بقيمة الطابع.                                                |        | روبية واحدة | 42*28 ملم   |
| 12 | 1 أيلول 1918  | طابع عثماني بلون زيتوني موشح بعبارة (Iraq in British occupation) والتي تعني العراق تحت الاحتلال البريطاني، مع توشيح بقيمة الطابع.                                                  |        | روبيتان     | 42*28 ملم   |
| 13 | 1 أيلول 1918  | طابع عثماني بلون كارمن موشح بعبارة (Iraq in British occupation) والتي تعني العراق تحت الاحتلال البريطاني، مع توشيح بقيمة الطابع.                                                   |        | خمس روبيات  | 42*28 ملم   |
| 14 | 1 أيلول 1918  | طابع عثماني موشح بلون بنفسجي مائل للزرقة بعبارة (Iraq in British occupation) والتي تعني العراق تحت الاحتلال البريطاني، مع توشيح بقيمة الطابع.                                      |        | عشر روبيات  | 42*28 ملم   |

## 1919
استعملت طوابع عثمانية موشحة.
| # | تاريخ الإصدار | الوصف                              | الصورة | القيمة     | الأبعاد   |
| - | ------------- | ---------------------------------- | ------ | ---------- | --------- |
| 1 | شباط 1919     | طابع عثماني موشح استعمل في الموصل. |        | ½ آنة      | غير متوفر |
| 2 | شباط 1919     | طابع عثماني موشح استعمل في الموصل. |        | آنة واحدة  | غير متوفر |
| 3 | شباط 1919     | طابع عثماني موشح استعمل في الموصل. |        | آنة واحدة  | غير متوفر |
| 4 | شباط 1919     | طابع عثماني موشح استعمل في الموصل. |        | آنتان ونصف | غير متوفر |
| 5 | شباط 1919     | طابع عثماني موشح استعمل في الموصل. |        | ثلاث آنات  | غير متوفر |
| 6 | شباط 1919     | طابع عثماني موشح استعمل في الموصل. |        | ثلاث آنات  | غير متوفر |
| 7 | شباط 1919     | طابع عثماني موشح استعمل في الموصل. |        | أربع آنات  | غير متوفر |
| 8 | شباط 1919     | طابع عثماني موشح استعمل في الموصل. |        | ثماني آنات | غير متوفر |

## 1920
استعملت طوابع عثمانية موشحة.
| #  | تاريخ الإصدار | الوصف | الصورة | القيمة      | الأبعاد   |
| -- | ------------- | --- | ------ | ----------- | --------- |
| 1  | 16 أيار 1920  | طابع عثماني بلون أخضر موشح بعبارة (Iraq in British occupation) والتي تعني العراق تحت الاحتلال البريطاني، مع توشيح بقيمة الطابع.              |        | نصف آنة     | 31*25 ملم |
| 2  | 16 أيار 1920  | طابع عثماني بلون أحمر موشح بعبارة (Iraq in British occupation) والتي تعني العراق تحت الاحتلال البريطاني، مع توشيح بقيمة الطابع.              |        | 1 آنة       | 36*24 ملم |
| 3  | 16 أيار 1920  | طابع عثماني بلون أرجواني باهت موشح بعبارة (Iraq in British occupation) والتي تعني العراق تحت الاحتلال البريطاني، مع توشيح بقيمة الطابع.      |        | آنة ونصف    | 31*25 ملم |
| 4  | 16 أيار 1920  | طابع عثماني بلون أزرق فاتح موشح بعبارة (Iraq in British occupation) والتي تعني العراق تحت الاحتلال البريطاني، مع توشيح بقيمة الطابع.         |        | آنتان ونصف  | 31*25 ملم |
| 5  | 16 أيار 1920  | طابع عثماني بلونين رمادي ووردي موشح بعبارة (Iraq in British occupation) والتي تعني العراق تحت الاحتلال البريطاني، مع توشيح بقيمة الطابع.     |        | ثلاث آنات   | 31*25 ملم |
| 6  | 16 أيار 1920  | طابع عثماني بلونين أحمر بني ورمادي موشح بعبارة (Iraq in British occupation) والتي تعني العراق تحت الاحتلال البريطاني، مع توشيح بقيمة الطابع. |        | أربع آنات   | 31*25 ملم |
| 7  | 16 أيار 1920  | طابع عثماني بلونين أسود وأخضر محمر موشح بعبارة (Iraq in British occupation) والتي تعني العراق تحت الاحتلال البريطاني، مع توشيح بقيمة الطابع. |        | ست آنات     | 31*25 ملم |
| 8  | 16 أيار 1920  | طابع عثماني بلونين برتقالي وأخضر موشح بعبارة (Iraq in British occupation) والتي تعني العراق تحت الاحتلال البريطاني، مع توشيح بقيمة الطابع.   |        | ثمان آنات   | 31*25 ملم |
| 9  | 16 أيار 1920  | طابع عثماني بلون أرجواني داكن موشح بعبارة (Iraq in British occupation) والتي تعني العراق تحت الاحتلال البريطاني، مع توشيح بقيمة الطابع.      |        | 12 آنة      | 31*25 ملم |
| 10 | 16 أيار 1920  | طابع عثماني بلون أحمر بني موشح بعبارة (Iraq in British occupation) والتي تعني العراق تحت الاحتلال البريطاني، مع توشيح بقيمة الطابع.          |        | روبية واحدة | 42*28 ملم |
| 11 | 16 أيار 1920  | طابع عثماني بلون أخضر زيتوني موشح بعبارة (Iraq in British occupation) والتي تعني العراق تحت الاحتلال البريطاني، مع توشيح بقيمة الطابع.       |        | روبيتان     | 42*28 ملم |
| 12 | 16 أيار 1920  | طابع عثماني بلون وردي موشح بعبارة (Iraq in British occupation) والتي تعني العراق تحت الاحتلال البريطاني، مع توشيح بقيمة الطابع.              |        | خمس روبيات  | 42*28 ملم |
| 13 | 16 أيار 1920  | طابع عثماني بلون نيلي موشح بعبارة (Iraq in British occupation) والتي تعني العراق تحت الاحتلال البريطاني، مع توشيح بقيمة الطابع.              |        | عشر روبيات  | 42*28 ملم |